# Kidō Butōden G Gundam
Kidō Butōden G Gundam (jap. 機動武闘伝Gガンダム Kidō Butōden Jī Gandamu) – japoński serial anime wyprodukowany przez studio Sunrise w roku 1994. Jest piątym serialem z serii Gundam oraz pierwszym, który nie jest osadzony w realiach czasoprzestrzeni UC. Został wyprodukowany dla uczczenia 15-lecia serii. Został wyreżyserowany przez Yasuhiro Imagawę, emisja miała miejsce w każdą sobotę od 1 kwietnia 1994 do 31 marca 1995 roku.
Tematem tego serialu (jako jednego z niewielu ze wszystkich Gundamów) nie jest wojna, ale sztuki walki. G Gundam pod tym względem posiada dużo cech filmów należących do gatunku shōnen oraz Super Robots.

## Fabuła
Akcja G Gundama rozgrywa się w roku 60 FC (Wieku Przyszłości). Ludzkość prawie całkowicie wyprowadziła się z Ziemi do kolonii kosmicznych. Począwszy od 8 roku tej rachuby czasu co 4 lata odbywa się olimpiada sztuk walki z użyciem mechów, zwana „Turniejem Gundamów”. Każde państwo, które posiada kolonię w kosmosie wystawia do turnieju swojego reprezentanta. Zwycięski kraj otrzymuje pierwszeństwo nad pozostałymi oraz władzę nad Ziemią na okres do finału kolejnych zawodów. Walki odbywają się na Ziemi, która na ten czas staje się swoistym ringiem dla robotów i ich pilotów.
Fabuła koncentruje się głównie na młodym Japończyku – Domonie Kasshu, który reprezentuje swój kraj podczas 13. Turnieju. Domon jednak ma inny, osobisty cel, jakim jest odnalezienie zaginionego brata i tajemniczego Devil Gundama, którzy według niego byli odpowiedzialni za śmierć ich matki oraz skazanie ojca na zamrożenie. W jego misji pomaga mu Rain Mikamura, a także reprezentanci innych krajów.

## Bohaterowie
Domon Kasshu (jap. ドモン・カッシュ)
Seiyū: Tomokazu Seki 
Główna postać serialu, reprezentant Nowej Japonii na 13. Turnieju Gundamów. Jest pilotem początkowo Shining Gundama, a po jego zniszczeniu tytułowego God Gundama. Jego styl opiera się głównie na wschodnich sztukach walki. Około 20-letni adept sztuk walki, który przez około dziesięć lat trenował pod okiem Mistrza Azji, po którym to przejął tytuł „Króla Kier” i członkostwo w tak zwanym „Sojuszu Atutów”. Kiedy miał 10 lat jego ojciec skonstruował Devil Gundama, który miał się stać nową bronią Nowej Japonii podczas kolejnego turnieju. Pech sprawił, że maszyna wymknęła mu się spod kontroli, a władzę nad nią przejął brat chłopaka – Kyōji, który (według Domona) zabił im matkę oraz zdradził naród. Celem Domona jest nie tyle wygrana w zawodach, co wyswobodzenie ojca oraz odnalezienie Kyōjiego i dokonanie wendety. Chłopak jest osobą bardzo zdeterminowaną i odważną, ale często oschłą wobec innych i koncentrującą się jedynie na własnych celach. Trudno było mu się pogodzić ze zdradą, jaką dokonał jego dawny mistrz, jednak przezwyciężył swą furię dzięki nowemu mentorowi – Schwarzowi Bruderowi. Domon jest bardzo związany z Rain Mikamurą – jego wspólniczką i pomocniczką w reprezentacji, a także jego bliską przyjaciółką z dzieciństwa. Oboje czują do siebie miłość, jednak Domon stara się przez dłuższy czas się do tego nie przyznawać. Życie i uczucia Rain są dla niego największą motywacją. Podczas swej przygody poznaje czwórkę reprezentantów innych krajów, którzy po przejściach z mocą Devil Gundama postanawiają mu towarzyszyć. Domon wygrywa 13. Turniej Gundamów, jednak nie spodziewa się tego, że za nieszczęścia z dzieciństwa są odpowiedzialni także jego promotorzy. Po finałach dowiaduje się co tak naprawdę stało się z Devil Gundamem oraz poznaje powody, dla których Mistrz Azja go zdradził. Po pokonaniu Devil Gundama i jego popleczników, Domon wraca z Rain na kolonię i obydwoje żyją razem.
Rain Mikamura (jap. レイン・ミカムラ Rein Mikamura)
Seiyū: Yuri Amano 
Partnerka Domona oraz jego przyjaciółka z dzieciństwa, która jest w nim zakochana. Dziewczyna z wieloma zdolnościami technicznymi oraz medycznymi. Zdeterminowana osoba, bardzo martwi się o swego ukochanego, dla którego stanowi główną motywację. Czasem zostaje „damą w opałach”, którą Domon musi uratować. Rain jest córką doktora Mikamury, który stworzył Shining i God Gundama. Kontaktuje się z dowództwem Nowej Japonii odnośnie do kolejnych działań grupy. Studiowała medycynę na kolonii, kiedy to poznała tureckiego studenta Sayita Güzela oraz dowiedziała się o procesie opętywania ludzi przez komórki Devil Gundama. Rain była zszokowana, gdy Schwarz Bruder wyjawił jej informację o powiązaniach jej ojca oraz majora Ulube z Devil Gundamem. Postanawia wrócić do kolonii, gdzie zostaje uprowadzona przez Ulube i staje się nowym rdzeniem dla Devil Gundama. Zostaje oswobodzona dzięki miłości Domona, oraz pomocy ze strony Sojuszu Atutów oraz innych pilotów Gundamów. Po zniszczeniu Devil Gundama, Rain wraca z Domonem do Nowej Japonii.
Chibodee Crocket (jap. チボデー・クロケット Chibodē Kuroketto)
Seiyū: Hōchū Ōtsuka 
Reprezentant Nowej Ameryki na 13. Turnieju Gundamów, pilot Gundama Maxter. 20-letni bokser z Nowego Jorku, najlepszy amerykański zawodnik w tej dyscyplinie. Chibodee jest szczerą i otwartą osobą, który bez problemów mówi, co mu się podoba, a co nie. Podchodzi do swych obowiązków jak prawdziwy patriota. Kiedy był mały miał się przenieść z Ziemi do Nowej Ameryki, jednak statek na którym leciał raz z matką został uprowadzony przez terrorystów przebranych za klaunów. W efekcie chłopiec zostaje zakładnikiem i jest świadkiem śmierci swej matki. Chibodee dorastał samotnie w biednych, nowojorskich dzielnicach jako młodociany rozrabiaka. Poprzez swoje porażki w bójkach zdecydował się zostać bokserem. Pierwszy raz spotkał się z Domonem w Nowym Jorku, kiedy ten wyzwał go na pojedynek, który nie został rozstrzygnięty. Kiedy Domon przybył do Tokio by pomóc Japończykom walczyć z poplecznikami Devil Gundama zwanymi Armią Śmierci, Chibodee, George, Sai Saishi i Argo zostali zainfekowani Komórkami DG i stali się podwładnymi monstrualnej maszyny, jednak zostali uratowani przez poprzedni Sojusz Atutów, którego członkowie poświęcili za nich swoje życie. Chibodee przyjął pseudonim „Dama Pik”.
George de Sand (jap. ジョルジュ・ド・サンド Joruju do Sando)
Seiyū: Takumi Yamazaki 
Szermierz, reprezentant Nowej Francji na 13. Turnieju Gundamów, pilot Gundama Rose. Ma 20 lat. George pochodzi z francuskiej rodziny arystokratycznej, wiernej swojemu państwu i przebywającej na Ziemi. Chłopak uważa siebie za rycerza, walczy dla swej ojczyzny i przestrzega kodeksu rycerskiego. Wychowany został przez swego sługę Raymonda, który nauczył go walczyć szpadą. Rok przed Turniejem wygrał w Marsylii eliminacje na stanowisko reprezentanta Nowej Francji, jednak podczas ostatniego pojedynku jego przeciwnik – Mirabeu użył nieczystych zagrywek, przez co George został wybrany. Jego oponent zaatakował publiczność oraz króla Francji przez co doprowadził do tragedii. George nosi w sobie uraz po tych wydarzeniach. Jest z wzajemnością zakochany w córce króla – Marii Luizie. Kiedy Domon przybył do Tokio by pomóc Japończykom walczyć z poplecznikami Devil Gundama zwanymi Armią Śmierci, Chibodee, George, Sai Saishi i Argo zostali zainfekowani Komórkami DG i stali się podwładnymi monstrualnej maszyny, jednak zostali uratowani przez poprzedni Sojusz Atutów, którego członkowie poświęcili za nich swoje życie. George przyjął pseudonim „Walet Karo”. Jego nazwisko nawiązuje do francuskiej pisarki George Sand.
Sai Saishi (jap. サイ・サイシー Sai Saishī)
Seiyū: Kappei Yamaguchi 
Reprezentant Nowych Chin na 13. Turnieju Gundamów, pilot Dragon Gundama. Ma 15 lat i jest najmłodszym uczestnikiem zawodów. Do walki stosuje kung-fu. Sai Saishi jest wnukiem zwycięzcy 4. Turnieju oraz synem mnicha, który chciał odbudować klasztor Shaolin, którego większość zakonników wyprowadziła się do kolonii. Chłopiec odziedziczył cel po ojcu. Sai Saishi był wychowywany przez dwójkę mnichów z Szaolin – Keiuna i Zuizena. Jest zdolnym wojownikiem, ale z uwagi na wiek zachowuje się dość dziecinnie – rozrabia, często ucieka od wychowawców oraz podgląda nagie dziewczyny (jego ofiarami są m.in. Rain i Nastasza). Zna się na gotowaniu. Gdy przybył na Ziemię, oskarżono go o atak na własny kraj, jednak wyszło na jaw, że podczas drogi Gundam został uprowadzony przez kogoś innego. Dzięki pomocy Domona, Sai Saishi odzyskał swoją maszynę. Kiedy Domon przybył do Tokio by pomóc Japończykom walczyć z poplecznikami Devil Gundama zwanymi Armią Śmierci, Chibodee, George, Sai Saishi i Argo zostali zainfekowani Komórkami DG i stali się podwładnymi monstrualnej maszyny, jednak zostali uratowani przez poprzedni Sojusz Atutów, którego członkowie poświęcili za nich swoje życie. Sai Saishi przyjął pseudonim „As Trefl”.
Argo Gulski (jap. アルゴ・ガルスキー Arugo Garusukī; Арго Гульский)
Seiyū: Hidenari Ugaki 
Reprezentant Nowej Rosji na 13. Turnieju Gundamów, pilot Bolt Gundama. Ma 26 lat. Człowiek o niebywałej odporności i sile fizycznej, do walki nie stosuje praktycznie żadnych specjalnych technik. Jest więźniem, byłym piratem, który grasował po kosmosie aby zdobyć bogactwo. Mimo to Argo jest dobroduszny i nigdy nikogo nie zabił. Potrafi sprzeciwić się rozkazom, jednak jego myśli zwykle się sprawdzają. Został złapany przez rząd po incydencie z żoną kanadyjskiego policjanta Andrew Grahama (który chce się za to zemścić) i skazany na udział w 13. Turnieju. Na brzuchu nosi specjalną bombę, która pilnuje go przez ucieczką. Jego celem jest wyzwolenie z więzienia swoich wspólników. Gdy pierwszy raz spotkał Domona, Rosjanie wymyślili taktykę by kazać więźniom zdobyć Bolt Gundama, a następnie zamknąć ich za zdradę. Argo uznał to za niehonorowe i sfingował ucieczkę by walczyć z Domonem. Kiedy Domon przebywał w Tokio, Argo wraz z Chibodee, George’em i Saiem Saishi zostali zainfekowani komórkami DG i stali się podwładnymi bestialskiego robota, jednak zostali uratowani przez poświęcenie żyć członków Sojuszu Atutów. Argo przyjął pseudonim „Czarny Dżoker”.
Shūji Kurosu
Poprzedni Sojusz Atutów
Kyōji Kasshu (jap. キョウジ・カッシュ)
Schwarz Bruder (jap. シュバルツ・ブルーダー Shubarutsu Burūdā)
Seiyū: Hideyuki Hori 
Tajemniczy, zamaskowany reprezentant Nowych Niemiec na 13. Turnieju Gundamów. Pilot Gundama Spiegela. Wykorzystuje do walki zdolności ninjutsu. Pierwszy raz pojawił się kiedy Domon toczył walkę przeciwko Mistrzowi Azji oraz czwórce opętanych wojowników (Chibodee, George, Sai Saishi i Argo). Uratował chłopaka i stał się jego nowym mentorem. Wydawało się, że zginął podczas walki z Mistrzem Azją na Wyżynie Gujańskiej, jednak zjawił się na 13. Turnieju. Nie wiadomo o nim zbyt wiele, jednak w jego imieniu kryje się pewna zagadka – po niemiecku znaczyłoby „czarny brat”. Schwarz zostaje śmiertelnie ranny przez atak Devil Gundama podczas Turnieju. Prawdy o nim Domon dowiaduje się podczas półfinału, gdzie widzi go bez maski w szpitalu. Okazało się, że Schwarz to cyborg będący klonem Kyōjiego, który stworzył go podczas ostatniego aktu własnej woli przed opętaniem przez komórki DG. Schwarz wyjawia Rain o powiązaniach jej ojca z monstrualną maszyną i mówi, że to nie Kyōji spowodował wyzwolenie Devil Gundama, a zrobili to Mikamura i Ulube. Schwarz i Kyōji zginęli podczas próby powstrzymania Devil Gundama, który i tak później został zniszczony przez Domona, Rain i ich G Gundama.
Doktor Raizo Kasshu (jap. ライゾ・カッシュ)
Seiyū: Kinryū Arimoto 
Naukowiec, ojciec Domona i Kyōjiego, mąż Mikino oraz bliski współpracownik doktora Mikamury. Wraz z żoną i starszym synem skonstruował maszynę, która w zamyśle miała się stać najsilniejszym robotem jaki kiedykolwiek istniał. Niestety, zazdrosny Mikamura oraz Ulube Ishikawa podstępnie przeprogramowali Gundama do złych celów. Robot wymknął się spod kontroli, wskutek czego ginie Mikino i znika Kyōji, który został obarczony winą zdrady narodu wraz z Raizo, który został skazany na zamrożenie. Głównym celem Domona jest wyzwolić ojca z więzienia.
Doktor Mikamura
Major Ulube Ishikawa
Karato (jap. カラト)
Seiyū: Shin Aomori 
Biurokrata, Karato to szef japońskiego komitetu ds. Turnieju Gundamów, który chce zostać premierem po tym, jak Domon wygra Turniej, jednak nie budzi do niego zbytniego zaufania. Często widać go razem z Ulube oraz doktorem Mikamurą.
Dziewczyny Chibodee
Raymond Bishop (jap. レイモンド・ビショップ Reimondo Bishoppu)
Seiyū: Kazuo Oka 
Kamerdyner, który od 45 lat służy rodzinie de Sand. Jest namiastką ojca oraz mentorem George’a, którego wychował i nauczył szermierki. Raymond bardzo martwi się o George’a, stara się mu pomóc, nawet wtedy, gdy on tego nie chce. Kiedy próbował wesprzeć mentalnie zranionego chłopaka, ten zwolnił go. Raymond zdecydował się wyjawić Domonowi i Rain o incydencie na zawodach w Marsylii i szoku, jakiego doznał po nich George. Kiedy Mirabeau zaatakował prawowitego reprezentanta Francji podczas pobytu na Wyżynie Gujańskiej, Raymond zasłonił Gundama Rose swoją maszyną. Po tym zdarzeniu George pozwolił mu wrócić do pracy. Wraz z Marią Luizą, Raymond pomógł pod koniec serii Sojuszowi Atutów walczyć z Devil Gundamem.
Maria Luiza
Keiun i Zuizen (jap. ケイウンとズイゼン)
Seiyū: Saburō Kamei (Keiun), Takkō Ishimori (Zuizen) 
Dwójka mnichów buddyjskich, którzy są mentorami Saia Saishiego. Mają nie lada problem z młodocianym i infantylnym wojownikiem, na którego wychowanie poświęcają swoją energię i nerwy. Keiun i Zuizen to poważni ludzie oraz świetni zawodnicy. Obiecali ojcu Saia, że wychowają jego syna tak, że odbuduje podupadły klasztor Szaolin.
Nastasza Zabigow
Wong Yunfat
Gentle Chapman
Michelo Chariot
Andrew Graham (jap. アンドリュー・グラハム Andoryū Gurahamu)
Seiyū: Masashi Sugawara 
Reprezentant Nowej Kanady na 13. Turnieju Gundamów, pilot Lumber Gundama. W walce wykorzystuje swoją siłę oraz odporność na ataki, co czyni go idealnym rywalem dla Argo. Dwójka żywi do siebie niechęć jeszcze sprzed kilku lat przez 13. Turniejem. Andrew wraz z żoną pracował w kosmicznej policji. Pewnego razu grupa piracka z Argo na czele zawadziła swoim statkiem kosmicznym o stację policyjną. Na skutek tego żona Grahama zostaje wciągnięta do przestrzeni kosmicznej i ginie. Policjant obwinia Argo za jej śmierć, jednak nie wie, że Rosjanin starał się ją uratować. Świadczy to o tym, że Argo nigdy nikogo nie zabił. Mimo to Graham nadal żywi do niego nienawiść. Domon widział ich nieoficjalny pojedynek, w którym Argo uratował Grahama od spadnięcia w przepaść. Graham pojawił się na finałach Turnieju. Zrozumiał swoje błędy i ochronił Argo od ataku szalonej Allenby. Został ranny i niezdolny do pilotowania Gundama.
Allenby Beardsley
Kyral Mekirel
Zapowiadacz (jap. ストーカー Sutōkā; Stalker)
Seiyū: Yōsuke Akimoto 
Czarnowłosy mężczyzna z opaską na prawym oku, który pojawia się na początku każdego odcinka serialu i pokrótce wyjaśnia, co w nim będzie. Wyjaśnia też wiele informacji związanych z czasoprzestrzenią Wieku Przyszłości.

## Regulamin Turnieju
Regulamin 13. Turnieju Gundamów składał się początkowo z 7 reguł a podczas finału zmieniono trzy.
1. Maszyna, której głowa uległa zniszczeniu jest zdyskwalifikowana.
2. Nie można atakować kokpitu przeciwnika.

Ustęp: Przypadkowe zranienie pilota jest dopuszczalne.
1. Pilot może naprawić swojego robota nieograniczoną ilość razy, póki nie zostanie zniszczona głowa maszyny.
2. Pilot jest całkowicie odpowiedzialny za swą maszynę.
3. Walka może odbywać się tylko na zasadach pojedynku między dwoma robotami.
4. Pilot swym zachowaniem nie może splamić honoru swego narodu.
5. Ziemia jest ringiem.

Ustęp: Dopuszczalne jest zniszczenie mienia podczas pojedynku.
Zmiany podczas finału
1. Pilot może naprawić swojego robota bez ograniczeń, nawet jeśli głowa maszyny została zniszczona.
2. Można atakować kokpit przeciwnika.
3. Zwycięzca otrzyma tytuł Gundama Gundamów.

## Gundamy

### Gundamy biorące udział w 13. Turnieju Gundamów
- GF13-017NJ Shining Gundam (シャイニングガンダム Shainingu Gandamu) – Japonia
- GF13-017NJII God Gundam (ゴッドガンダム Goddo Gandamu)– Japonia
- GF13-006NA Gundam Maxter (ガンダムマックスター Gandamu Makkusutā) – Stany Zjednoczone
- GF13-009NF Gundam Rose (ガンダムロゼ Gandamu Roze) – Francja
- GF13-011NC Dragon Gundam (ドラゴンガンダム Doragon Gandamu) – Chiny
- GF13-013NR Bolt Gundam (ボルトガンダム Boruto Gandamu)– Rosja
- GF13-055NI Neros Gundam (ネロスガンダム Nerosu Gandamu) – Włochy
- GF13-083NCB Arachno Gundam (アラクノガンダム Arakuno Gandamu) – Kuba
- GF13-049NM Tequila Gundam (テキーラガンダム Tekīra Gandamu) – Meksyk
- GF13-037NCA Lumber Gundam (ランバーガンダム Ranbā Gandamu) – Kanada
- GF13-003NEL John Bull Gundam (ジョンブルガンダム Jon Buru Gandamu) – Anglia
- GF13-001NE Pharaoh Gundam (ファラオガンダム Farao Gandamu) – Egipt
- GF13-052NT Minaret Gundam (ミナレットガンダム Minaretto Gandamu) – Turcja
- GF13-001NHII Master Gundam (マスターガンダム Masutā Gandamu) – Hongkong
- GF13-021NG Gundam Spiegel (ガンダムシュピーゲル Gandamu Shupīgeru) – Niemcy
- GF13-073NPO Gundam Magnat (ガンダムマグナート Gandamu Magunāto) – Polska
- GF13-002NGR Zeus Gundam (ゼウスガンダム Zeusu Gandamu) – Grecja
- GF13-066NO Nether Gundam (ネーデルガンダム Nēderu Gandamu) – Holandia
- GF13-045NSP Matador Gundam (マタドールガンダム Matadōru Gandamu) – Hiszpania
- GF13-012NN Viking Gundam (バイキングガンダム Baikingu Gandamu) – Norwegia
- GF13-044NNP Mandala Gundam (マンダラガンダム Mandara Gandamu) – Nepal
- GF13-026ND Mermaid Gundam (マーメイドガンダム Māmeido Gandamu) – Dania
- GF13-030NIN Cobra Gundam (コブラガンダム Kobura Gandamu) – Indie
- GF13-020NK Zebra Gundam (ゼブラガンダム Zebura Gandamu) – Kenia
- GF13-039NP Jester Gundam (ジェスターガンダム Jesutā Gandamu) – Portugalia
- GF13-053NMO Temjin Gundam (テムジンガンダム Temujin Gandamu) – Mongolia
- GF13-047NMA Skull Gundam (スカルガンダム Sukaru Gandamu) – Maroko
- GF13-041NSI Ashura Gundam (アシュラガンダム Ashura Gandamu) – Singapur
- GF13-050NSW Nobel Gundam (ノーベルガンダム Nōberu Gandamu) – Szwecja